# Himna Kraljevine Jugoslavije
Himna Kraljevine Jugoslavije (1929. – 1941.) te himna Kraljevine Srba, Hrvata i Slovenaca (1918. – 1929.), sastojala se od tri pjesme:
- 1. Bože pravde (Srbija)
- 2. Lijepa naša domovino (Hrvatska)
- 3. Naprej zastava slave (Slovenija)

Ova himna nije bila službeno proglašena i nije postojao službeni tekst osim temeljnog pravila o redoslijedu izvođenja svečanih pjesama sva tri naroda (službeno smatrana za jedan troimeni narod). Opseg teksta mijenjao se od prigode do prigode, tako je postojala i inačica u kojoj se pjevaju sve tri pjesme u cijelosti, inačica od dvije kitice i dolje opisana najjednostavnija inačica.

## Najjednostavnija inačica teksta
Bože pravde, Ti što spase 

Od propasti dosad nas, 

Čuj i otsad naše glase, 

I otsad nam budi spas!
Lijepa naša domovino, 
  
Oj junačka zemljo mila, 

Stare slave djedovino, 

Da bi vazda sretna bila!
Naprej zastava slave, 

Na boj junaška kri! 

Za blagor očetnjave 

Naj puška govori!
Bože, spasi, Bože, hrani 

Našeg Kralja i naš rod! 

Kralja Petra, Bože, hrani,

Moli Ti se sav naš rod.

## Prijevod slovenskog teksta
Naprijed zastavo slave, 

na boj junačkom krvlju, 

za dobrobit domovine, 

nek' puška govori.